# Turquia nos Jogos Olímpicos de Inverno de 1998
A Turquia competiu nos Jogos Olímpicos de Inverno de 1998, realizados em Nagano, Japão.